# CHAMP
CHAMP卫星（德語：CHAllenging Minisatellite Payload，縮寫：CHAMP），亦称小卫星挑战计划或挑战性小卫星有效载荷，是一項由德國地球科學研究中心（GFZ）研發，并与德國航空太空中心（DLR）合作运营的微型卫星地球觀測任務。CHAMP卫星于2000年7月15日从俄羅斯的普列謝茨克航天發射場升空，设计任务时长为五年，其科学目标包括高精度地测定地球重力场中长波分量的静态部分及其时变特征、对地磁场的时间和空间变化进行估算，以及利用GPS掩星记录对大气与电离层环境进行探测。
CHAMP卫星是世界上首个成功应用卫星跟踪卫星（SST）技术的卫星任务，亦是第一个真正以重力场研究作为目的的卫星任务。:250CHAMP卫星的跟踪模式为“高低卫星跟踪”，即通过星载的GPS接收机接收GPS信号来实现对自身轨道的连续确定。得益于其特殊的轨道设计（近圆形、低轨和长周期）与跟踪模式，CHAMP卫星使人类首次能在低轨平台上连续不间断地获取地球重力场的信息，通过其建立的地球重力场模型的精度比以往提高了两个数量级。
在运行58277圈之后，CHAMP卫星于2010年9月19日以再入大气层的方式结束任务，实际运行时长达到了设计任务时长的两倍。

## 设备系统
- GPS接收机
- 静电悬浮加速度计
- 恒星敏感器